# Симонян, Марина Вачагановна
Марина Вачагановна Симонян (10 октября 1996) — российская женщина-борец вольного стиля, призер Чемпионата мира,призёр чемпионов России, участница чемпионата Европы, чемпионата мира и Кубка мира, мастер спорта России.

## Спортивная карьера
В марте 2014 года в Гулькевичах стала чемпионкой ЮФО среди спортсменов в возрасте от 16 до 20 лет. В июне 2017 года на чемпионате России в Каспийске стала бронзовым призёром. В августе 2018 года в Смоленске одолев в схватке за бронзовую медаль Александру Ниценко из Красноярского края, во второй раз стала бронзовым призёром чемпионата страны. В марте 2019 года в Улан-Удэ в финале чемпионата России проиграла хозяйке ковра Нине Менкеновой и завоевала серебряную медаль. В сентябре того же года выступила на чемпионате мира в Нур-Султане. В феврале 2020 года на чемпионате Европы в Риме в схватке за бронзовую медаль уступила шведке Саре Линдборг. В сентябре 2020 года в Казани стала серебряным призёром чемпионата страны, уступив в финале Ольге Хорошавцевой. В мае 2021 года в Улан-Удэ стала бронзовым призёром чемпионата России. 21 июня 2023 года в полуфинале чемпионата России в Каспийске одолела Кристину Михневу из Севастополя. 22 июня 2023 года в финале на туше уступила Ольге Хорошавцевой из Красноярского края и стала обладателем серебряной медали.

## Спортивные результаты
- Чемпионат России по женской борьбе 2017 — ;
- Чемпионат России по женской борьбе 2018 — ;
- Чемпионат России по женской борьбе 2019 — ;
- Чемпионат мира по борьбе 2019 — 7;
- Чемпионат мира по борьбе U23 2019 — ;
- Кубок мира по женской борьбе 2019 (команда) — 6;
- Чемпионат Европы по борьбе 2020 — 5;
- Чемпионат России по женской борьбе 2020 — ;
- Чемпионат России по женской борьбе 2021 — ;
- Чемпионат России по женской борьбе 2023 — ;
- Чемпионат России по женской борьбе 2025 — ;